# Ramat ha-Kowesz
Ramat ha-Kowesz (hebr. רמת הכובש; pol. Wzgórza Zdobywców) – kibuc położony w samorządzie regionu Derom ha-Szaron, w Dystrykcie Centralnym, w Izraelu.
Leży na równinie Szaron, w otoczeniu miast Kefar Sawa i Tira, moszawów Sede Warburg i Miszmeret, kibuców Ejal i Nir Elijjahu, oraz wioski Bet Berl. Na południowy wschód od kibucu przebiega granica terytoriów Autonomii Palestyńskiej, która jest strzeżona przez mur bezpieczeństwa. Po stronie palestyńskiej znajduje się miasto Kalkilja.
Członek Ruchu Kibuców (Ha-Tenu’a ha-Kibbucit).

## Historia
Kibuc został założony w 1932 przez członków młodzieżowych ruchów syjonistycznych Ha-Szomer Ha-Cair i HeHalutz. Większość założycieli kibucu było żydowskimi imigrantami z Polski, którzy przybyli do Mandatu Palestyny w 1926. W latach 1939–1948 kibuc był wielokrotnie atakowany i ostrzeliwany przez Arabów.
16 listopada 1943 brytyjscy żołnierze przeszukali kibuc w poszukiwaniu nielegalnej broni i ukrywających się członków żydowskich organizacji militarnych. Doszło wówczas do wymiany ognia pomiędzy Brytyjczykami a członkami Hagany.

## Edukacja
W kibucu znajduje się szkoła podstawowa.

## Kultura i sport
W kibucu jest ośrodek kultury, korty tenisowe oraz boisko do piłki nożnej.

## Gospodarka
Gospodarka kibucu opiera się na intensywnym rolnictwie i sadownictwie.
Znajduje się tutaj zakład Duram Rubber Products Company, który produkuje różnorodne uszczelki gumowe, zaciski, pierścienie i inne części gumowe dla potrzeb przemysłu zbrojeniowego, motoryzacyjnego, rolnictwa i budownictwa.

## Komunikacja
Na wschód od kibucu przebiega autostrada nr 6, brak jednak możliwości bezpośredniego wjazdu na nią. Z kibucu wyjeżdża się na zachód na drogę nr 554 , którą jadąc na północny wschód dojeżdża się do miasta Tira, lub jadąc na południowy zachód dojeżdża się do wioski Bet Berl i moszawu Sede Warburg.